# コイズミクロニクル〜コンプリートシングルベスト 1982-2017〜
『コイズミクロニクル 〜コンプリートシングルベスト 1982-2017〜』は、小泉今日子通算26枚目のベスト・アルバム。2017年5月17日にビクターエンタテインメントから発売された。

## 概要
小泉のデビュー35周年記念ベスト・アルバムは、あんみつ姫名義・Kyon2名義の曲を含めたシングル曲50曲が収録されている。SHM-CD規格。
CD3枚に加え、本人を含め50人以上が寄せた小泉今日子のシングル50枚についてのインタビューが書かれた本、シングルジャケットや歌詞などが書かれた図録が含まれている。

## 収録曲

### disc 1
1. 私の16才
2. 素敵なラブリーボーイ
3. ひとり街角
4. 春風の誘惑
5. まっ赤な女の子
6. 半分少女
7. 艶姿ナミダ娘
8. クライマックス御一緒に
9. 渚のはいから人魚
10. 風のマジカル
11. 迷宮のアンドローラ
12. DUNK
13. ヤマトナデシコ七変化
14. ヤマトナデシコ七変化 (Long Version)
15. The Stardust Memory
16. 常夏娘
17. ハートブレイカー
18. 魔女

### disc 2
1. なんてったってアイドル
2. 100%男女交際
3. 夜明けのMEW
4. 木枯しに抱かれて
5. 水のルージュ
6. 水のルージュ (Dancing Mix)
7. Smile Again
8. キスを止めないで
9. GOOD MORNING-CALL
10. 夏のタイムマシーン
11. 快盗ルビイ
12. Fade Out
13. 学園天国
14. 見逃してくれよ!
15. La La La…
16. 丘を越えて

### disc 3
1. あなたに会えてよかった
2. 自分を見つめて
3. 1992年、夏
4. 優しい雨
5. My Sweet Home
6. 月ひとしずく
7. BEAUTIFUL GIRLS
8. オトコのコ オンナのコ
9. Nobody can, but you
10. for my life
11. あたしンちの唄
12. Innocent Love
13. 虹が消えるまで
14. 100％
15. 潮騒のメモリー
16. T字路